# Миодраг Дамњановић
Миодраг - Мијо Дамњановић (Рудник, 4. август 1939 — Горњи Милановац, 24. јануар 2020) био је српски архитекта. Рођен је у варошици Рудник. Већи део живота провео је у Горњем Милановцу, где је и умро.

## Биографија
Студије је започео у Љубљани, а завршио на Архитектонском факултету универзитета у Београду, 1963. Каријеру је започео у чачанској Хидроградњи, а 1968. прелази у ГП Градитељ из Г. Милановца, где ради као одговорни пројектант и шеф пројектног бироа до 1987, када прелази у Синтезу из Београда.
Сопствени биро "Атеље Трем" оснива 1996. године у Горњем Милановцу и тамо ради до пензије. У бироу му се прикључује и син Бојан, такође архитекта. Већину важних пројеката израдио је током рада у Градитељу, а његов каснији опус карактерише углавном рад на породичним кућама у шумадијском стилу.

## Дела
- Аутобуска станица у Горњем Милановцу
- Зграда поште и Дечјих Новина у Горњем Милановцу
- Дечје обданиште Миша Лазић (данас ДУ Сунце) у Горњем Милановцу (две зграде)
- Бројне стамбене зграде у Горњем Милановцу

## Галерија
- Улица Тихомира Матијевића: кула Дечјих Новина (десна половина слике)